# Samuel Goldwyn

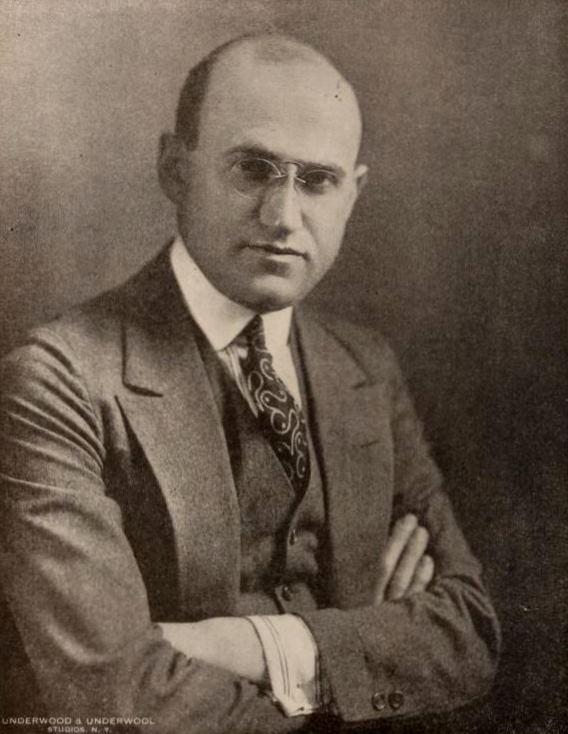
Samuel Goldwyn (1919)

Samuel Goldwyn (* 17. August 1879 in Warschau; † 31. Januar 1974 in Los Angeles; geboren als Szmul Gelbfisz, 1894–1918 Samuel Goldfish) war ein US-amerikanischer Filmproduzent. Er war einer der Gründer des bekannten Filmstudios Metro-Goldwyn-Mayer. Als unabhängiger Produzent prägte er viele Jahrzehnte Hollywood-Geschichte mit.

## Leben und Karriere

### Aufstieg im Filmgeschäft
Samuel Goldwyn wurde unter dem Namen Szmul Gelbfisz als ältestes von sechs Kindern im Sommer 1879 in Warschau geboren. Seine Eltern Abram und Anna Gelbfisz waren chassidische Juden. Im Jahre 1895, nach dem Tod seines Vaters, entschied er sich, Polen zu verlassen. Er erreichte Hamburg zu Fuß, von wo aus er 1898 mit einem Schiff nach Birmingham in Großbritannien reiste. Dort anglisierte er seinen Namen in Samuel Goldfish. Anfang 1899 kam er von Kanada in die USA und nahm die US-amerikanische Staatsbürgerschaft an. Bald wurde er ein erfolgreicher Handschuhmacher. 1910 heiratete er Blanche Lasky, die Schwester des Vaudevillekünstlers und Produzenten Jesse L. Lasky. Im Zuge von starken Umsatzeinbrüchen in der Handschuhindustrie um 1912 plante Goldwyn, begeistert von der rasanten Entwicklung des Kinos, in die Filmindustrie einzusteigen. Er überredete seinen Schwager Jesse L. Lasky, die „Jesse L. Lasky Feature Play Company“ zu gründen. Lasky war Präsident, Goldwyn zuständig für die Finanzen, und der bis dahin wenig bekannte Cecil B. DeMille übernahm die Funktion des Regisseurs. Gemeinsam mit Louis B. Mayer produzierten sie 1913 The Squaw Man. Der Film wurde ein finanzieller Erfolg, und die Gesellschaft produzierte bereits im ersten Jahr ihres Bestehens 21 Filme.

### Gründung von Paramount Pictures und Goldwyn Pictures

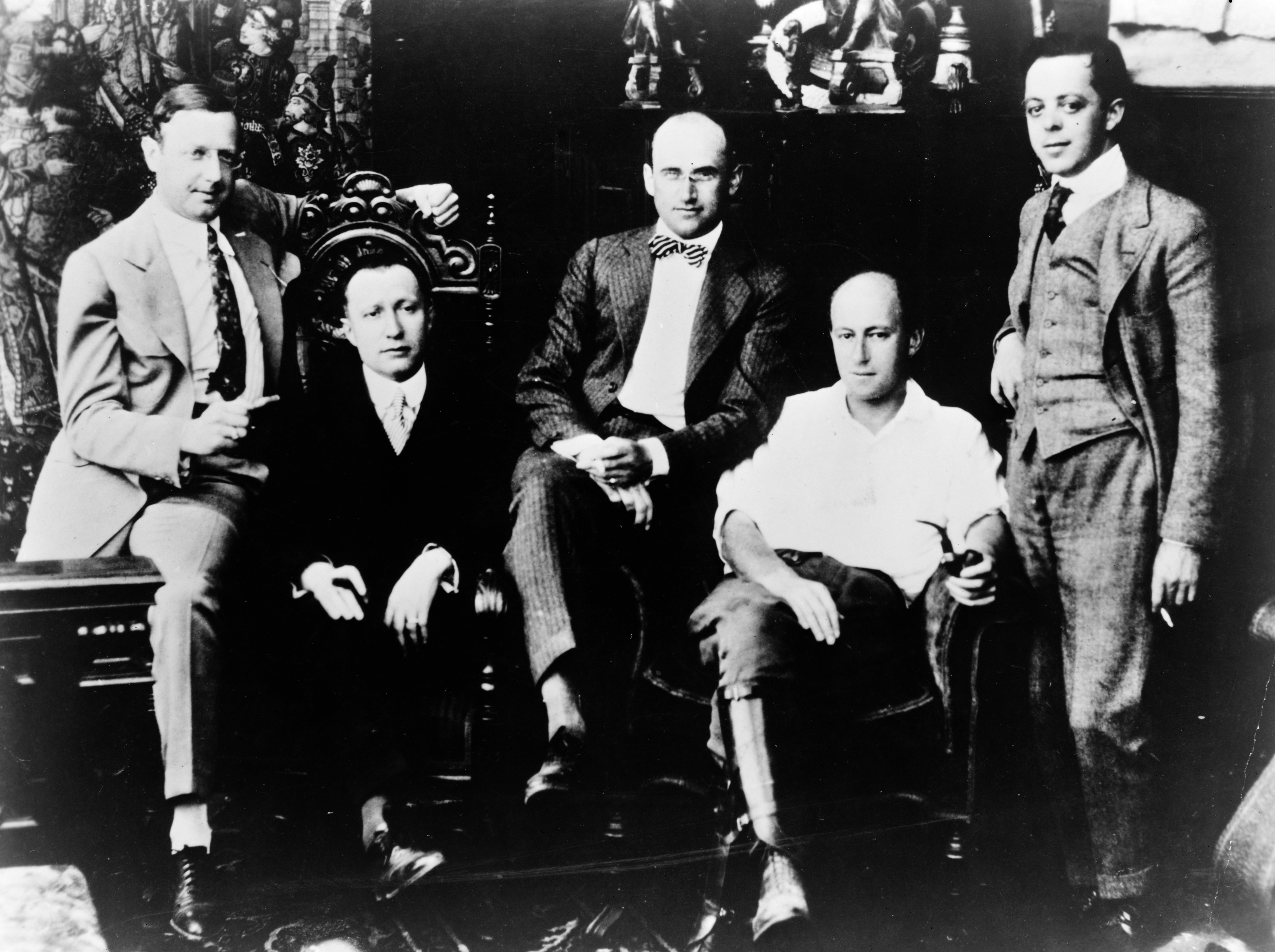
Samuel Goldwyn (Bildmitte) im Jahr 1916 bei den Famous Players-Lasky

1916 kam es zu einer Kooperation mit Adolph Zukor und seiner Firma Famous Players, einer der Muttergesellschaften von Paramount Pictures. Es entstand die Firma Famous Players-Lasky, bei der Goldwyn für den Vertrieb der Filme zuständig war. Die ständigen Streitereien der Verantwortlichen um Einfluss führten dazu, dass Zukor und Lasky sich einigten, Goldwyn für 900.000 USD seine Anteile abzukaufen. Mit diesem Startkapital gründete Goldwyn 1916 zusammen mit den Broadway-Produzenten Edgar und Archibald Selwyn die Filmgesellschaft Goldwyn Picture Corporation. Diesen Namen, der aus der Kombination von Goldfish und Selwyn entstand, verwendete Goldfish auch für sich selbst, nachdem er sich 1918 behördlich in Goldwyn umbenennen ließ. Das Unternehmen entwickelte sich, doch Goldwyn hatte immer mehr Probleme im Umgang mit Investoren und Partnern, die Arbeit in den großen Studios machte ihn unzufrieden. Markenzeichen seiner Firma wurde Leo the Lion, der im Vorspann aller Filme einen kurzen Auftritt hatte. Das Unternehmen ging 1922 beinahe bankrott, und Goldwyn wurde mehr oder weniger aus der Firma gedrängt. Seine Anteile wurden daraufhin von Adolph Zukors Famous Players Film Company übernommen. 1924 übernahm die prosperierende Gesellschaft Metro Pictures Corporation von Louis B. Mayer die Anteile von Zukor. Am Ende des Fusionsprozesses entstand 1924 schließlich Metro-Goldwyn-Mayer, kurz MGM.

### Unabhängiger Produzent

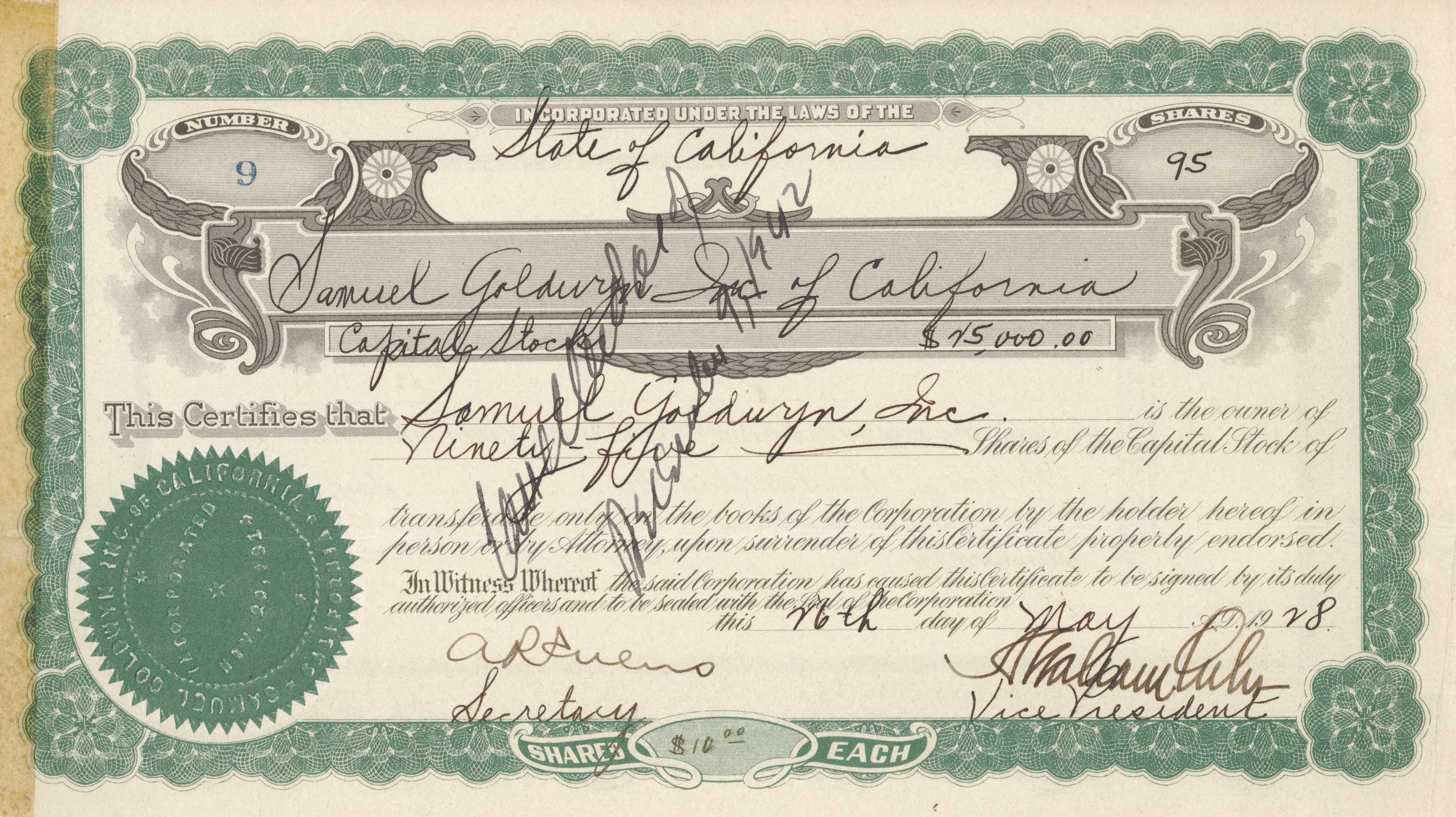
Aktie der Samuel Goldwyn Inc. of California vom 16. Mai 1928

Goldwyn war an dieser Entwicklung nicht mehr beteiligt und fungierte seitdem als Produzent bei der Samuel Goldwyn, Inc., die kurz darauf zu den Samuel Goldwyn Studios firmierten. Er setzte hohe Qualitätsmaßstäbe und behielt gleichzeitig den wirtschaftlichen Erfolg seiner Produktionen im Auge. Den Durchbruch hatte er seit Mitte der Dekade dank dem Erfolg von Ronald Colman und Vilma Bánky, die seit 1925 und The Dark Angel, dessen Remake von 1935 Goldwyn ebenfalls produzierte, zu einem der beliebtesten Leinwandpaare aufstiegen und insgesamt sechsmal zusammen romantische Abenteuer in aufwendig produzierten Filmen erlebten. Allein The Magic Flame von 1927 kostete insgesamt 800.000 USD und war ein Beispiel für die opulenten Produktionswerte, die Goldwyn-Filme auszeichneten. Er beschäftigte einige renommierte Drehbuchautoren und zahlte große Summen, um prestigeträchtige Romane oder Theaterstücke zu verfilmen.

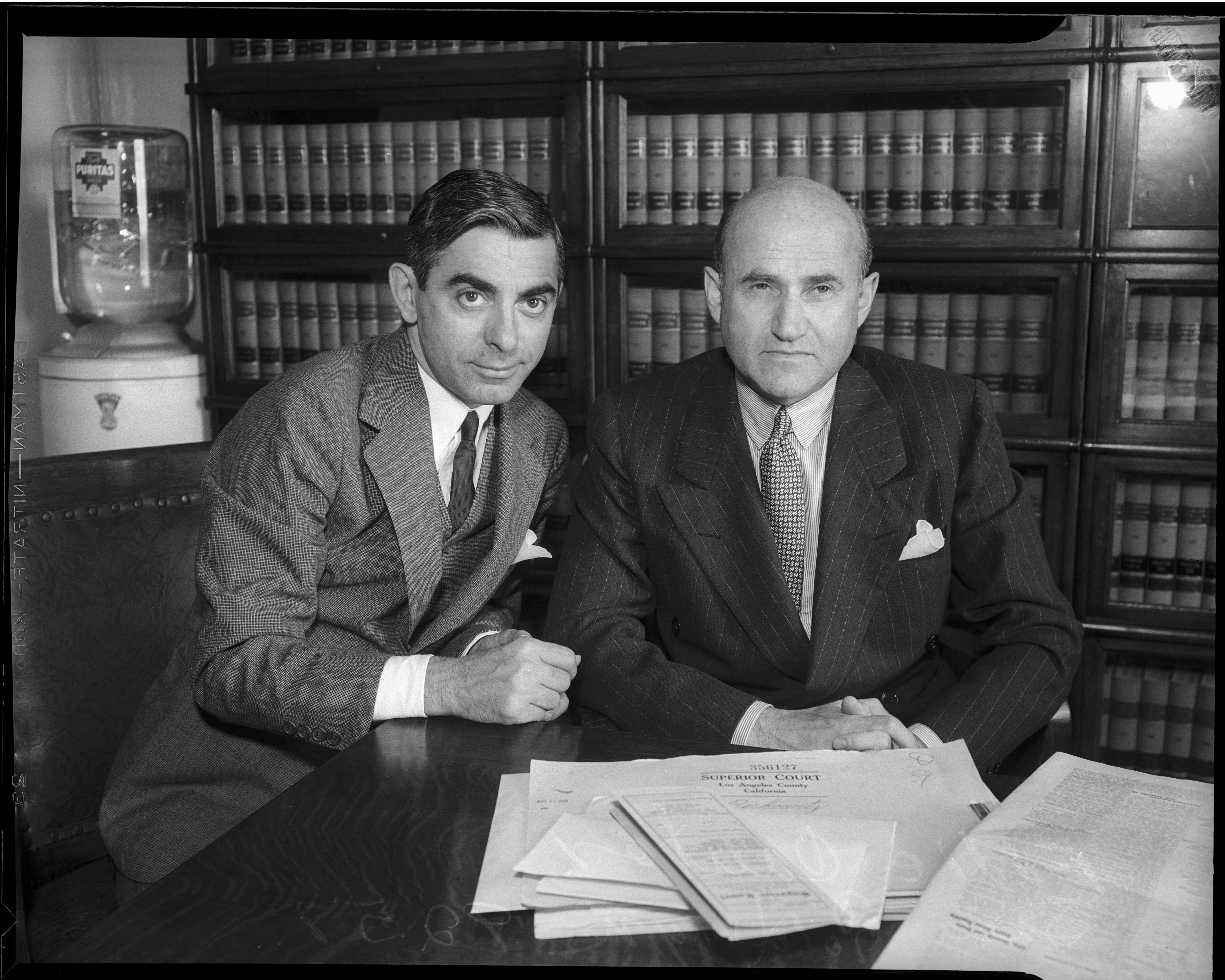
Eddie Cantor und Samuel Goldwyn (rechts, um 1934)

Den Wechsel zum Tonfilm schaffte er auch dank der Popularität von Eddie Cantor, der für Goldwyn einige sehr erfolgreiche Revuefilme drehte, darunter Whoopee!, Palmy Days und The Kid from Spain. Produktionen wie die Sinclair-Lewis-Verfilmungen Arrowsmith (1931) unter der Regie von John Ford und Zeit der Liebe, Zeit des Abschieds (1936), mit William Wyler seinen großen Durchbruch feierte, machten aus Goldwyn den einflussreichsten selbständigen Produzenten der 1930er Jahre. Zu den bei ihm unter Vertrag stehenden Stars zählten unter anderem Gary Cooper, Merle Oberon, Danny Kaye und Susan Hayward. Daneben war Goldwyn jedoch auch für einen der spektakulärsten Fehlversuche verantwortlich, einen neuen Star zu schaffen: Sein Protegée Anna Sten, die er 1932 in die USA geholt hatte und mit viel Geld und noch mehr Publicity zur Antwort auf Greta Garbo und Marlene Dietrich aufbauen wollte, floppte und wurde als Goldwyn's Folly bekannt.
Nach dem Erfolg von Zeit der Liebe, Zeit des Abschieds arbeitete Goldwyn vermehrt mit Regisseur William Wyler. Wuthering Heights, die Verfilmung des gleichnamigen Romans von Emily Brontë, aus dem Jahr 1939 wurde von Goldwyn als sein persönliches Lieblingswerk bezeichnet. 1941 hatte er weiteren Erfolg mit der Adaption von The Little Foxes, einem Stück von Lillian Hellman, die bereits einige Jahre vorher bei der Verfilmung von Infame Lügen für den Produzenten gearbeitet hatte. Bette Davis erhielt für ihre Hauptrolle eine Gage von 385.000 USD und eine Oscar-Nominierung als beste Hauptdarstellerin. 1946 verzeichnete Goldwyn einen seiner größten Erfolge mit Die besten Jahre unseres Lebens, einem Drama über Kriegsheimkehrer unter Wylers Regie. Goldwyn wurde hierfür mit dem Irving G. Thalberg Memorial Award ausgezeichnet und erhielt den Oscar für den Besten Film, zudem war Die besten Jahre unseres Lebens an den Kinokassen der erfolgreichste Film seit Vom Winde verweht (1939).
Unmittelbar danach begann sein Stern etwas zu sinken, und er produzierte neben höchst erfolgreichen Filmen mit Danny Kaye und Loretta Young auch ein paar Flops wie Roseanna McCoy. In den 1950er Jahren produzierte er einige Musicals, unter anderem 1955 Schwere Jungs – leichte Mädchen mit Marlon Brando. 1957 wurde er für sein humanitäres Engagement mit dem Jean Hersholt Humanitarian Award ausgezeichnet. Seinen letzten Film produzierte er 1959 mit Porgy und Bess, der Adaption von George Gershwins gleichnamiger Oper. In den Hauptrollen des mit drei Oscars ausgezeichneten Films spielten Sidney Poitier, Dorothy Dandridge, Sammy Davis, Jr. und Pearl Bailey.

### Ruhestand und Privates

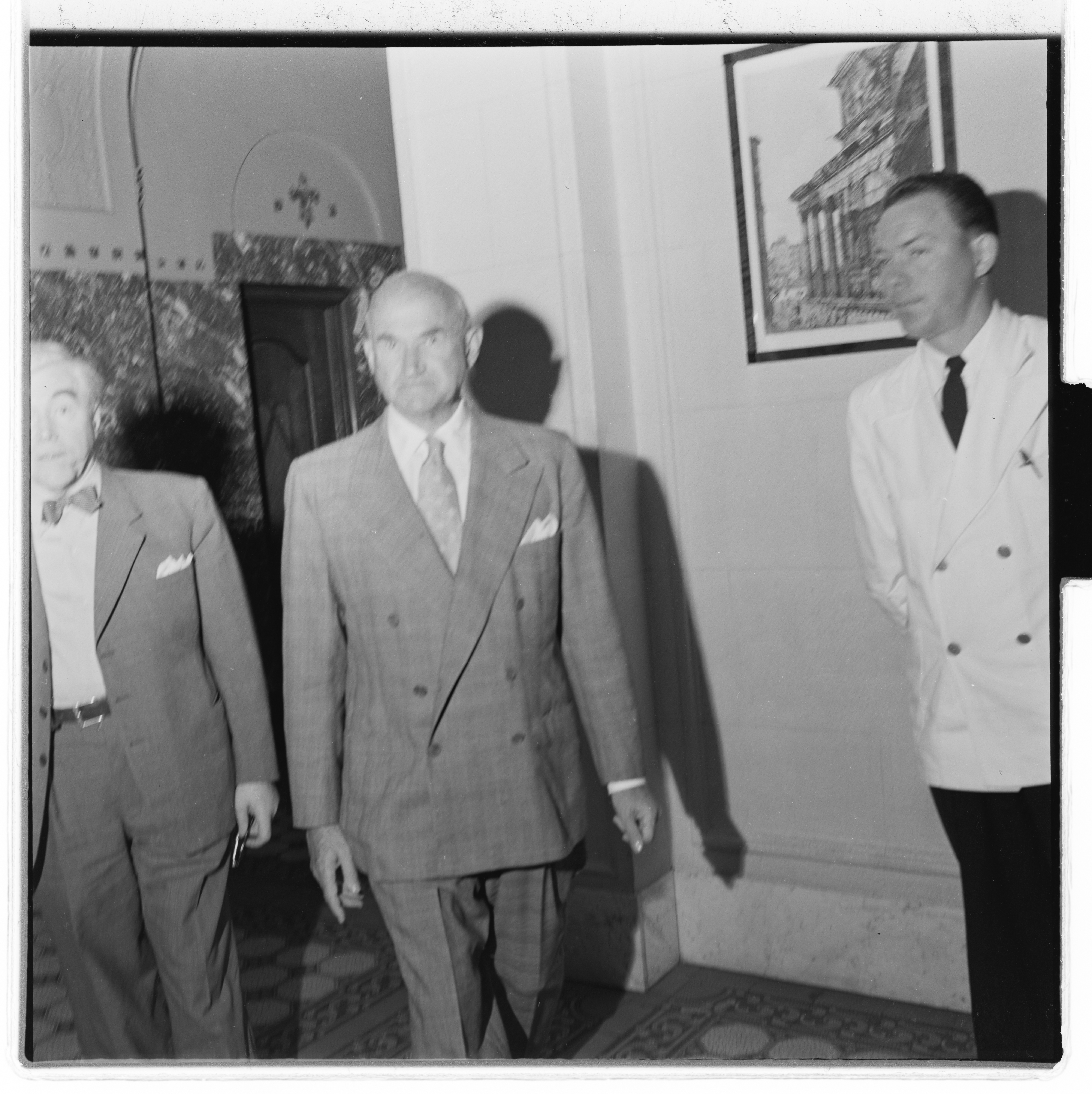
Samuel Goldwyn (Mitte, 1953)

Samuel Goldwyn war als harter Geschäftsmann mit rüpelhaften Manieren bekannt. Anlässlich des Todes seines früheren Partners Louis B. Mayer 1957 soll er gesagt haben:

„Es sind deshalb so viele Leute auf seiner Beerdigung erschienen, weil sie alle sicher sein wollten, dass er wirklich tot ist.“

Nach Porgy und Bess zog sich Samuel Goldwyn aus dem Filmgeschäft zurück. Er starb 1974 im Alter von 94 Jahren in seinem Haus in Los Angeles. Die Samuel Goldwyn Studios wurden in den 1980er Jahren an Warner Brothers verkauft. Er war zweimal verheiratet: Von 1910 bis zur Scheidung 1915 mit Blanche Lasky, aus dieser Ehe kam eine Tochter; und von 1925 bis zu seinem Tod mit der Schauspielerin Frances Howard, aus dieser Ehe kam der Sohn Samuel Goldwyn junior, der ebenfalls als Filmproduzent tätig war. Zu seinen Enkeln zählen der Schauspieler Tony Goldwyn und der Filmproduzent John Goldwyn.
In Beverly Hills wurde ein Kino nach ihm benannt, und auf dem Hollywood Walk of Fame hat er einen Stern an der 1631 Vine Street. In Anlehnung an Goldwyns Geburtsnamen Gelbfisz heißt einer der Protagonisten in Terry Pratchetts Scheibenwelt-Roman Voll im Bilde Thomas Silberfisch, im Original: Thomas Silverfish. Silberfisch ist Chef eines der Filmstudios.

## Filmografie (Auswahl)
- 1923: Potash and Perlmutter
- 1923: Ein Mädchen und drei alte Narren (Three Wise Fools)
- 1924: Wer war der Vater? (Name the Man)
- 1925: Das Opfer der Stella Dallas (Stella Dallas)
- 1926: Entfesselte Elemente (The Winning of Barbara Worth)
- 1927: König Harlekin (The Magic Flame)
- 1927: Die Teufelstänzerin (The Devil Dancer)
- 1928: Die Fahrt ins Feuer (The Awakening)
- 1928: Die Verschwörer (Two Lovers)
- 1929: Flucht von der Teufelsinsel (Condemned!)
- 1929: Die Rettung (The Rescue)
- 1930: Whoopee!
- 1930: Raffles
- 1931: Street Scene
- 1932: Der falsche Torero (The Kid from Spain)
- 1934: We Live Again
- 1936: Zeit der Liebe, Zeit des Abschieds (Dodsworth)
- 1936: Infame Lügen (These Three)
- 1936: Geliebter Rebell (Beloved Enemy)
- 1937: … dann kam der Orkan (The Hurricane)
- 1937: Sackgasse (Dead End)
- 1937: Stella Dallas
- 1938: The Goldwyn Follies
- 1938: Mein Mann, der Cowboy (The Cowboy and the Lady)
- 1939: Stürmische Höhen (Wuthering Heights)
- 1939: Verrat im Dschungel (The Real Glory)
- 1940: In die Falle gelockt (The Westerner)
- 1941: Die kleinen Füchse (The Little Foxes)
- 1941: Die merkwürdige Zähmung der Gangsterbraut Sugarpuss (Ball of Fire)
- 1942: Der große Wurf (The Pride of the Yankees)
- 1943: The North Star
- 1944: Up in Arms
- 1944: Das Korsarenschiff (The Princess and the Pirate)
- 1945: Der Wundermann (Wonder Man)
- 1946: Der Held des Tages (The Kid from Brooklyn)
- 1947: Jede Frau braucht einen Engel (The Bishop’s Wife)
- 1948: Betrogene Jugend (Enchantment)
- 1949: Entscheidung am Fluß (Roseanna McCoy)
- 1949: Angst vor der Schande (My Foolish Heart)
- 1950: Auf des Schicksals Schneide (Edge of Doom)
- 1950: Unser eigenes Ich (Our very Own)
- 1951: Im Sturm der Zeit (I Want You)
- 1952: Hans Christian Andersen und die Tänzerin (Hans Christian Andersen)
- 1955: Schwere Jungs – leichte Mädchen (Guys and Dolls)
- 1959: Porgy und Bess (Porgy and Bess)